# 赵彦博
赵彦博（？—），中华人民共和国外交官，曾任中华人民共和国驻塞拉利昂共和国特命全权大使和中华人民共和国驻博茨瓦纳共和国特命全权大使。